# Monodonta
Genre
Monodonta est un genre de mollusques gastéropodes marins de la famille des Trochidae.

## Liste des espèces
Selon World Register of Marine Species (8 déc. 2020) :
- Monodonta australis (Lamarck, 1822)
- Monodonta canalifera Lamarck, 1816
- Monodonta confusa Tapparone Canefri, 1874
- Monodonta glabrata Gould, 1861
- Monodonta labio (Linnaeus, 1758)
- Monodonta nebulosa (Forsskål in Niebuhr, 1775)
- Monodonta neritoides (Philippi, 1849)
- Monodonta perplexa Pilsbry, 1889
- Monodonta vermiculata (P. Fischer, 1874)

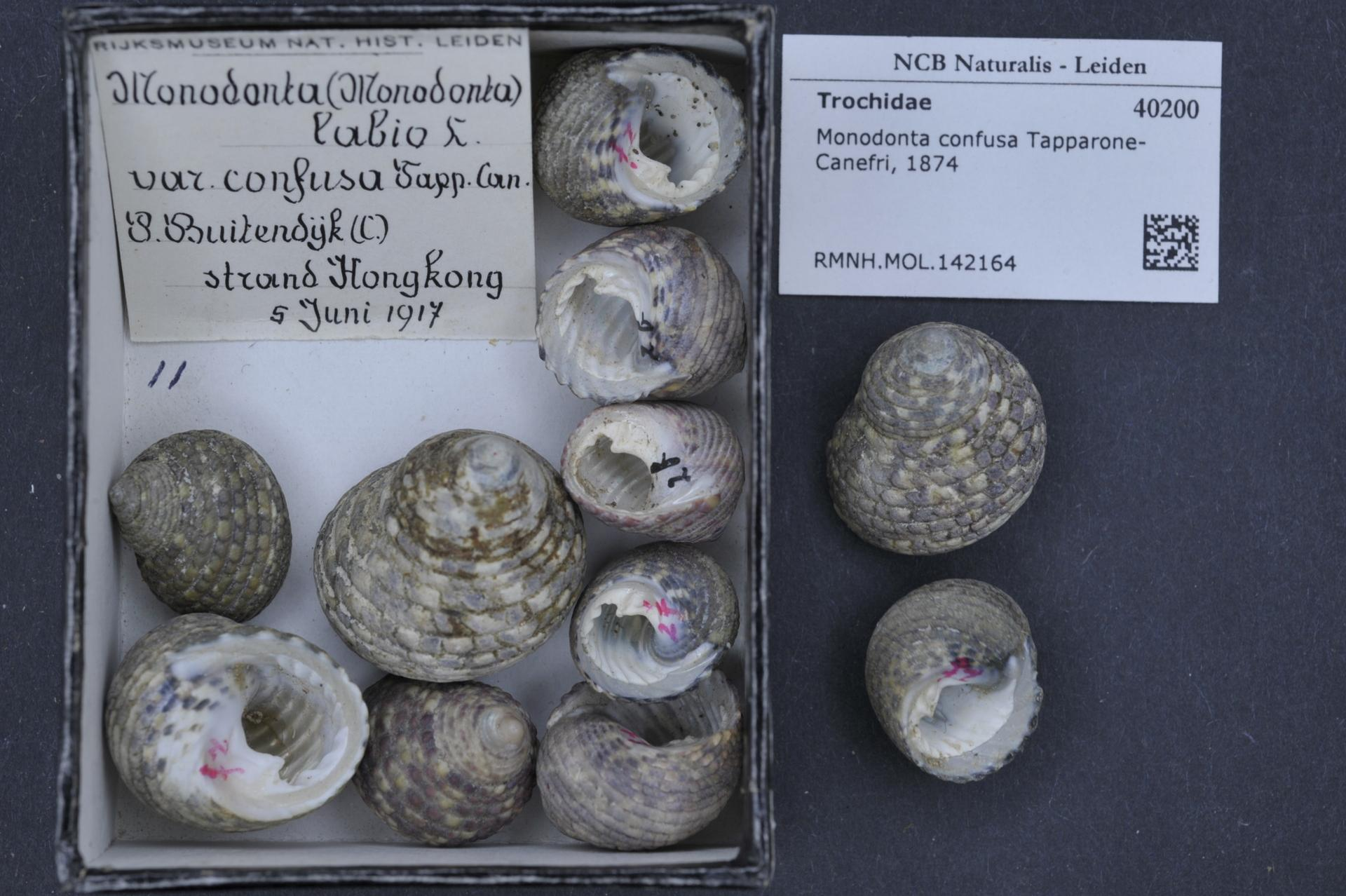
Monodonta confusa, Centre de biodiversité Naturalis, Leyde, Pays-bas

- Monodonta viridis Lamarck, 1816